# A Dream of the Wild
Pour plus de détails, voir Fiche technique et Distribution.
A Dream of the Wild est un film muet américain réalisé par Frank Montgomery et sorti en 1914.

## Fiche technique
- Titre : A Dream of the Wild
- Réalisation : Frank Montgomery
- Scénario :
- Photographie :
- Montage :
- Producteur :
- Société de production : Kalem Company
- Société de distribution : General Film Company
- Pays d'origine :  États-Unis
- Langue : film muet avec les intertitres en anglais
- Métrage : 300 mètres
- Format : Noir et blanc — 35 mm — 1,33:1 — Muet
- Genre : Western
- Durée : 10 minutes
- Dates de sortie : 
  -  États-Unis : 2 janvier 1914

## Distribution
- Charles Bartlett : Tom
- Mona Darkfeather : Mountain Dew, une femme indienne
- Artie Ortego : Eagle Heart, le frère de Mountain Dew